# Frédéric de Blankenheim
Frédéric de Blankenheim (mort en 1423 à Horst) est évêque de Strasbourg de 1375 à 1393 et d'Utrecht de 1393 à 1423.
Frédéric est issu d'une ancienne famille noble de l'Eifel, dont le château familial est situé au-dessus de la ville du même nom. Les premiers chevaliers de ce nom apparaissent au début du XIIe siècle. Adolescent, il devient chanoine à Strasbourg et étudie le droit à Paris.
Après ses études de droit, Frédéric de Blankenheim est nommé évêque de Strasbourg en 1375.
Le diocèse de Strasbourg, dans lequel il entre alors qu'il a à peine 20 ans en vertu d'une bulle pontificale de septembre 1373, est dans un état de désolation, surtout après 1369. Il y a eu des différends entre les membres du chapitre de la cathédrale et des conflits armés avec la ville de Strasbourg au sujet des libertés civiles. La première décennie de son évêché est marquée par la dévastation de 200 villages et la désolation des routes de campagne. En revanche, il réussit à acquérir d'importants droits de propriété pour le diocèse sur la rive droite du Rhin; par exemple Haslach im Kinzigtal et les mines d'argent de Gengenbach.
Par une alliance avec le margrave de Bade, le comte de Wurtemberg, le seigneur de Lichtenberg et d'autres maisons nobles de la vallée du Rhin, il tente de briser le pouvoir de la ville interdite par ordre de l'empereur. Dans une vaste zone, au nord et au sud de Strasbourg, les villages sont occupés, pillés ou incendiés ; des escarmouches et des sorties plus ou moins importantes, des batailles pour le pont du Rhin de Strasbourg caractérisent les épisodes de cette guerre prolongée. Comme une victoire décisive sur la ville n'a pas été obtenue et que Frédéric a également été incapable de remplir les engagements qu'il avait faits à ses alliés, sa position est devenue intenable.
Il a donc pris la direction de l'archidiocèse d'Utrecht appuyé par le roi Venceslas de Luxembourg et le pape Boniface IX en 1393.
Avec l'aide du duc Guillaume de Juliers, il fut transféré à Utrecht, où il devint un administrateur compétent. Soutenu par le parti des Lichtenberger, il put faire valoir ses droits contre les villes du diocèse, la noblesse du Sticht et les princes voisins de Hollande et de Gueldre. Il renforça l'autorité ecclésiastique dans l'Oversticht et força la ville de Groningue à reconnaître son autorité avec la guerre de Groningue.
Il a renoncé au comté de Blankenheim en faveur d'une nièce Elisabeth von Boer. Il était un prince actif dont les qualités de guerrier et d'homme d'État ont profité à son pays à bien des égards jusqu'à ses dernières années. De 1399 à 1405, il fit construire le couvent de Maria Magdalena à Wijk bij Duurstede et l'installa avec des moniales du couvent de Schönensteinbach.
En 1407, il accorda des droits urbains à Coevorden.
Il ne s'est pas personnellement occupé des questions religieuses. Celles-ci étaient gérées par un conseil délégué bien organisé. Le évêque suffragant agissant à sa place était Hubertus Schenck (évêque titulaire d'Hippos (de) en Palestine, episcopus Yppusensis).
Il était administrateur provisoire du prince-évêché de Bâle (1391-1393), dont Imer de Ramstein (nl) avait démissionné. Il était un protecteur de la Dévotion Moderne, incarnée par les Frères et Sœurs de la Vie Commune.
Après la mort de la comtesse Jeanne de Sarrebruck en octobre 1381, Frédéric a repris la garde de ses enfants mineurs en tant que protecteur. Il était régent des comtés de Nassau-Weilburg et de Sarrebruck pour le comte Philippe Ier jusqu'à ce qu'il soit déclaré majeur en 1385.
En tant qu'allié de Guillaume IV, comte de Hollande, il participa aux guerres d'Arkel de 1406, au cours de laquelle il s'empara de Hagestein. La lutte des factions hollandaises autour de Jacqueline, comtesse du Hainaut, obligea le vieil évêque à mener une guerre avec la Hollande et la Gueldre de 1419 à 1422, dans laquelle l'évêché parvint à peine à maintenir son existence.
Frédéric de Blankenheim s'éteint le 9 octobre 1423, peut-être au château de Ter Horst (nl) à (Loenen), et fut inhumé dans le Dom d'Utrecht.

## Sources
- (nl) Cet article est partiellement ou en totalité issu de l’article de Wikipédia en néerlandais intitulé « Frederik van Blankenheim » (voir la liste des auteurs).

- (de) Cet article est partiellement ou en totalité issu de l’article de Wikipédia en allemand intitulé « Friedrich von Blankenheim » (voir la liste des auteurs).
- Heinrich Neu, Friedrich von Blankenheim in Neue Deutsche Biographie (NDB), tome 5, Duncker & Humblot, Berlin 1961,  (ISBN 3-428-00186-9), p. 592 (lire en ligne).
- (de) Louis Spach, Pieter Lodewijk Muller, « Friedrich II. von Blankenheim, Bischof von Straßburg », dans Allgemeine Deutsche Biographie (ADB), vol. 8, Leipzig, Duncker & Humblot, 1878, p. 43-45
- Romain Jurot, Blankenheim, Friedrich von. in Historisches Lexikon der Schweiz.